# Trophée mondial de course en montagne 2008
Navigation
2007 2009
Le Trophée mondial de course en montagne 2008 est une compétition de course en montagne qui s'est déroulée le 14 septembre 2008 à Sierre - Crans-Montana dans le canton du Valais en Suisse. Il s'agit de la vingt-quatrième édition de l'épreuve.

## Résultats
Le parcours de l'épreuve féminine junior mesure 4,3 km pour 350 m de dénivelé. L'Anglaise Laura Park domine la course et remporte le titre devant la Turque Esra Güllü. L'Américaine Alex Dunne complète le podium.
La course junior masculine se déroule sur un parcours de 8,3 km et 690 m de dénivelé. Le Norvégien Sindre Buraas effectue une excellente course pour décrocher le titre. Il devance l'Italien Riccardo Sterni et le Turc Mevlüt Savaşer.
La course féminine senoir a lieu sur le même parcours que celui des juniors masculins. Déçue de ne pas avoir été sélectionnée pour les Jeux olympiques de Pékin malgré le fait qu'elle ait battu le record national du 3 000 mètres steeple, l'Autrichienne Andrea Mayr domine la course et s'impose avec 59 secondes d'avance sur l'Italienne Renate Rungger. Elle remporte ainsi son deuxième titre de championne du monde. Au coude-à-coude avec Renate pour la deuxième place, la Norvégienne Kirsten Melkevik Otterbu voit revenir sur elle l'Italienne Elisa Desco. Lançant son attaque dans le sprint final, cette dernière parvient à franchir la ligne d'arrivée avec deux dixièmes d'avance sur la Norvégienne et décroche la médaille de bronze. Kirsten se pare d'or avec son équipe qui termine sur la première marche du podium pour un point devant la Suisse. Avec deux athlètes sur le podium, l'Italie ne termine que troisième au classement par équipes avec la 28e place de Maria Grazia Roberti,.
Le tracé de l'épreuve masculine senior mesure 12 km pour 930 m de dénivelé. L'Ougandais Martin Toroitich prend un bon départ et s'empare des commandes de la course, suivi par le double champion d'Europe Ahmet Arslan. Annoncé comme favori, le Néo-Zélandais Jonathan Wyatt effectue une course tactique. Prenant un départ prudent, il attend les trois derniers kilomètres pour lancer son attaque. Doublant tous ses adversaires, il prend la tête de course et file vers la victoire pour décrocher son sixième titre mondial. Essayant de s'accrocher, Martin termine deuxième à douze secondes. Ahmet complète le podium avec dix secondes de retard sur l'Ougandais. L'Italie remporte le classement par équipes devant la Suisse et les États-Unis,,.

### Seniors

#### Courses individuelles
| Rang               | Athlète           | Pays             | Temps       |
| ------------------ | ----------------- | ---------------- | ----------- |
| Médaille d'or      | Jonathan Wyatt    | Nouvelle-Zélande | 55 min 4 s  |
| Médaille d'argent  | Martin Toroitich  | Ouganda          | 55 min 16 s |
| Médaille de bronze | Ahmet Arslan      | Turquie          | 55 min 26 s |
| 4                  | Bernard Dematteis | Italie           | 55 min 58 s |
| 5                  | Raymond Fontaine  | France           | 55 min 52 s |
| 6                  | Jhon Jairo Vargas | Colombie         | 56 min 30 s |
| 7                  | Timo Zeiler       | Allemagne        | 56 min 43 s |
| 8                  | Marco De Gasperi  | Italie           | 53 min 40 s |

| Rang               | Athlète                  | Pays     | Temps       |
| ------------------ | ------------------------ | -------- | ----------- |
| Médaille d'or      | Andrea Mayr              | Autriche | 43 min 58 s |
| Médaille d'argent  | Renate Rungger           | Italie   | 44 min 57 s |
| Médaille de bronze | Elisa Desco              | Italie   | 45 min 29 s |
| 4                  | Kirsten Melkevik Otterbu | Norvège  | 45 min 29 s |
| 5                  | Martina Strähl           | Suisse   | 45 min 43 s |
| 6                  | Anita Håkenstad Evertsen | Norvège  | 46 min 2 s  |
| 7                  | Paula Claudia Todoran    | Roumanie | 46 min 35 s |
| 8                  | Bernadette Meier         | Suisse   | 47 min 0 s  |

#### Courses par équipes
| Rang               | Pays | Points |
| ------------------ | --- | ------ |
| Médaille d'or      | Italie Bernard Dematteis (4e) Marco De Gasperi (8e) Marco Gaiardo (11e) Gabriele Abate (20e) Hannes Rungger (22e) Emanuele Manzi (37e)    | 43     |
| Médaille d'argent  | Suisse David Schneider (10e) Alexis Gex-Fabry (14e) Sébastien Epiney (17e) Tarcis Ançay (18e) Stephan Wenk (31e) Martin Anthamatten (53e) | 59     |
| Médaille de bronze | États-Unis Rickey Gates (12e) Joe Gray (16e) Eric Blake (23e) Simon Gutierrez (25e) Matt Byrne (34e) Zac Freudenburg (36e)                | 76     |

| Rang               | Pays                                                                                                  | Points |
| ------------------ | --- | ------ |
| Médaille d'or      | Norvège Kirsten Melkevik Otterbu (4e) Anita Håkenstad Evertsen (6e) Ingunn Hultgreen Weltzien (14e)   | 24     |
| Médaille d'argent  | Suisse Martina Strähl (5e) Bernadette Meier (8e) Angéline Flückiger-Joly (12e) Daniela Gassmann (17e) | 25     |
| Médaille de bronze | Italie Renate Rungger (2e) Elisa Desco (3e) Maria Grazia Roberti (28e) Vittoria Salvini (42e)         | 33     |

### Juniors

#### Courses individuelles
| Rang               | Athlète         | Pays    | Temps       |
| ------------------ | --------------- | ------- | ----------- |
| Médaille d'or      | Sindre Buraas   | Norvège | 42 min 12 s |
| Médaille d'argent  | Riccardo Sterni | Italie  | 42 min 25 s |
| Médaille de bronze | Mevlüt Savaşer  | Turquie | 42 min 43 s |

| Rang               | Athlète    | Pays       | Temps       |
| ------------------ | ---------- | ---------- | ----------- |
| Médaille d'or      | Laura Park | Angleterre | 22 min 34 s |
| Médaille d'argent  | Esra Güllü | Turquie    | 23 min 7 s  |
| Médaille de bronze | Alex Dunne | États-Unis | 23 min 33 s |

#### Courses par équipes
| Rang               | Pays                                                                                     | Points |
| ------------------ | ---------------------------------------------------------------------------------------- | ------ |
| Médaille d'or      | Turquie Mevlüt Savaşer (3e) Alper Demir (4e) Emrah Akalın (6e) Akif Kitir (8e)           | 13     |
| Médaille d'argent  | Norvège Sindre Buraas (1er) Lars Bakke (9e) Joel Dyrhovden (10e) Sjur Prestsaether (30e) | 20     |
| Médaille de bronze | Italie Riccardo Sterni (2e) Xavier Chevrier (12e) Emanuele Rampa (21e) Luca Re (32e)     | 35     |

| Rang               | Pays                                                                  | Points |
| ------------------ | --------------------------------------------------------------------- | ------ |
| Médaille d'or      | Angleterre Laura Park (1re) Heather Timmins (7e) Hannah Bateson (11e) | 8      |
| Médaille d'argent  | Turquie Esra Güllü (2e) Yağmur Tarhan (9e) Mevlüde Ulu (15e)          | 11     |
| Médaille de bronze | Suisse Victoria Kreuzer (4e) Lucy Pichard (18e) Marie Luisier (42e)   | 22     |